# 杨启业
杨启业（1932年1月2日—），江苏镇江人，炼油工艺专家，中国工程院院士，中国石化工程建设有限公司高级工程师。

## 履历[1]
- 1957年，毕业于北京石油学院。
- 1997年，当选中国工程院院士。